# والي شيرا
والي شيرا (بالإنجليزية: Wally Schirra)‏ (و. 1923 – 2007 م) هو طيار بحري في الولايات المتحدة، ورائد فضاء، وكاتب سير ذاتية، وطيار اختبار، ومهندس فضاء جوي، وطيار، ورجل أعمال من الولايات المتحدة الأمريكية . ولد في Hackensack, New Jersey .
توفي في لاهويا .بسبب نوبة قلبية .

## ريادة الفضاء
شارك في المهمات الفضائية:
- Mercury-Atlas 8
- Gemini 6A
- أبولو 7.

## الخدمة العسكرية
خدم في بحرية الولايات المتحدة.

## جوائز
حصل على جوائز منها:
- جائزة الشجاعة طيران
- جائزة إيمي
- Harmon Trophy
- وسام الجو
- NASA Exceptional Service Medal.

## روابط خارجية
- والي شيرا على موقع IMDb (الإنجليزية)
- والي شيرا على موقع الموسوعة البريطانية (الإنجليزية)
- والي شيرا على موقع مونزينجر (الألمانية)
- والي شيرا على موقع إن إن دي بي (الإنجليزية)